# デドリック・ボヤタ
デドリック・ボヤタ（Dedryck Boyata, 1990年11月28日 - ）は、ベルギー・ブリュッセル市出身の元サッカー選手。元ベルギー代表。現役時代のポジションはディフェンダー。

## 経歴

### クラブ
2008年にマンチェスター・シティFCユースがFAユースカップを制した際の中心メンバーの一人。2009-10シーズンにロベルト・マンチーニ監督の下でトップチームデビューを果たした。このシーズンはチームの最優秀ヤングプレーヤーにも選ばれた。2010-11シーズンはプレミアリーグで7試合に出場。第6節のチェルシー戦では右サイドバックとして先発出場し1-0の完封勝利に貢献したが、センターバックとして先発出場した第9節のアーセナル戦では開始5分で一発退場となり経験不足を露呈、チームもホームで0-3の敗戦を喫した。
2011年8月にボルトン・ワンダラーズFCへ1年間のレンタル移籍し、リーグ戦14試合に出場した。2012年8月31日にはエールディヴィジのFCトゥウェンテへ1年間のレンタルで再び移籍したが、半年間でレンタルが切り上げられ2013年1月にマンチェスター・シティに復帰した。翌2013-14シーズンはリーグ戦とFAカップで1試合ずつの出場に終わったものの、優勝したキャピタル・ワン・カップには4試合に出場した。2014年5月28日、2016年まで契約を延長したことが発表された。
2015年6月2日、スコットランド・プレミアシップのセルティックFCに移籍した。
2019年5月19日、ドイツ・ブンデスリーガのヘルタ・ベルリンと長期契約を結んだ。
2022年8月22日、クラブ・ブルッヘに3年契約で移籍した。
2025年8月12日、現役引退を表明した。

### 代表
2008年からベルギーの世代別代表でプレー。2010年10月にベルギーA代表に初招集された。

## 代表歴

### 出場大会
- ベルギー代表
  - 2018 FIFAワールドカップ

### 試合数
- 国際Aマッチ 31試合 0得点（2010年-2022年）[9]

| ベルギー代表 | 国際Aマッチ | 国際Aマッチ |
| 年           | 出場        | 得点        |
| ------------ | ----------- | ----------- |
| 2010         | 1           | 0           |
| 2011         | 0           | 0           |
| 2012         | 0           | 0           |
| 2013         | 0           | 0           |
| 2014         | 0           | 0           |
| 2015         | 0           | 0           |
| 2016         | 1           | 0           |
| 2017         | 2           | 0           |
| 2018         | 11          | 0           |
| 2019         | 2           | 0           |
| 2020         | 4           | 0           |
| 2021         | 7           | 0           |
| 2022         | 3           | 0           |
| 通算         | 31          | 0           |

## タイトル
クラブ
マンチェスター・シティFC
- FAユースカップ 2008
- FAカップ 2010-11
- プレミアリーグ 2013-14
- フットボールリーグカップ 2013-14

セルティックFC
- スコティッシュ・リーグ・カップ 2016-17, 2017-18, 2018-19
- スコティッシュ・プレミアシップ 2015-16, 2016-17, 2017-18
- スコティッシュ・カップ 2016-17, 2017-18

クラブ・ブルッヘ
- ベルギー・ファースト・ディビジョンA 2023-24